# Tokyo Xtreme Racer Advance
Tokyo Xtreme Racer Advance — видеоигра серии Tokyo Xtreme Racer в жанре аркадных автогонок, разработанная студией David A. Palmer Productions и изданная компанией Crave Entertainment эксклюзивно для портативной платформы Game Boy Advance 15 апреля 2005 года в Северной Америке и 28 июля 2006 года в Европе.

## Игровой процесс

Игра в режиме «Quest», впереди едет уличный гонщик из команды White Shark, которого можно вызвать на состязание

Tokyo Xtreme Racer Advance представляет собой аркадную гоночную игру, выполненную в трёхмерной графике. Принцип геймплея аналогичен другим частям серии — игрок ездит по шоссе и вызывает попутных уличных гонщиков на состязание. У игрока и его соперника во время гонки заполняется индикатор, что быстрее происходит у лидирующего участника — при заполнении индикатора этот участник побеждает. За победу даются деньги, которые можно потратить на покупку новых автомобилей и модификацию уже имеющихся. В игре доступны 3 локации, по 2 трассы в каждой — Токио, Лондон и Лос-Анджелес. Также доступны 4 режима — «Quest», «Quick Race», «Time Attack» и «Free Run».

## Разработка и выход игры
Tokyo Xtreme Racer Advance была анонсирована 6 мая 2004 года. За разработку была ответственна студия David A. Palmer IMS Productions, а издательством занималась компания Crave Entertainment. Создание игры велось для портативной системы Game Boy Advance. Tokyo Xtreme Racer Advance включает в себя основные особенности предыдущих частей серии, такие как гонки по шоссе и модификацию автомобилей, но при этом содержит уникальные нововведения, например Лондон и Лос-Анджелес в качестве игровых локаций. Tokyo Xtreme Racer Advance демонстрировалась на выставке E3 2004.
Изначально выпуск игры был запланирован на четвёртый квартал 2004 года, но затем перенесён на январь 2005 года. Окончательной датой выхода стало 15 апреля 2005 года, когда Tokyo Xtreme Racer Advance стала распространяться в Северной Америке. 28 июля 2006 года игра вышла в Европе, где издавалась также компаниями Liquid Games и Oxygen Games. Таким образом, Tokyo Xtreme Racer Advance стала единственной частью серии, которая не вышла в Японии.

## Оценки и мнения
| Иноязычные издания | Иноязычные издания |
| Издание            | Оценка             |
| ------------------ | ------------------ |
| AllGame            | [ 6 ]              |
| GameSpot           | 7,1/10             |

Tokyo Xtreme Racer Advance получила снисходительные отзывы от критиков. На сайте AllGame игра была оценена в 2,5 звезды из 5 возможных. Фрэнк Прово поставил Tokyo Xtreme Racer Advance 7,1 баллов из 10, отнеся к достоинствам большое количество соперников, реалистичные автострады и впечатляющую трёхмерную графику, а к недостаткам — слишком упрощённые ранние трассы, отсутствие мультиплеера и «ужасную» музыку, в итоге назвав аркаду «точным воспроизведением консольных игр Tokyo Xtreme Racer»: «она может выглядеть не так красиво или предлагать столько возможностей, но она не уступает другим гоночным играм, доступным для GBA».